# Berndt Bunekemann
Berndt Bunekemann, auch Berndt Bunickmann und Berndt Bunickman (* um 1470; † 1524 in Münster) war ein deutscher Steinmetz und Steinbildhauer.
Über den Steinmetzen Bernd Bunickman (zu den vielen Schreibweisen des Namens später) gibt es sehr begrenztes Faktenwissen, aber viele Gerüchte. Die 1941 vorgelegte Dissertation von Ludwig Klockenbusch über westfälische Sakramentshäuser der Spätgotik nutzte die Kenntnis des Namens Bunickman (und seinen Varianten). Es gab kaum bekannte Namen münsterischer Steinmetzen im späten Mittelalter. Und so erfand Klockenbusch einen florierenden Großbetrieb der Spätgotik, der vor allem Sakramentshäuser aus Baumberger Kalksandstein produzierte und über zum Teil große Entfernungen auslieferte.

## Das Steinmetzgewerbe im Mittelalter
Bernd Bunickman lebte in einer Zeit, in dem das Steinmetzhandwerk in Westfalen einen großen Umbruch erlebte, nämlich den von einem Wanderhandwerk zu einem städtischen Handwerk. Im 15. Jahrhundert sind unter Münsters Gilden noch keine der Steinmetzen zu finden, diese Gilde ist erst 1531 belegt. Bis ins 15. Jahrhundert war Steinmetz nördlich der Mainlinie ein Wanderhandwerk, der Bedarf der Städte für diese Dienste war gering; die Steinmetzen mussten dorthin wandern, wo Arbeit anstand und das war bei den großen Kirchbauten der Fall. Der städtische Bedarf wurde von dort nebenbei mit erledigt. Die kirchlichen Werkstätten waren dann auch die Ausbildungsbetriebe. Allerdings gab es in Münster auch schon im 15. Jahrhundert einige wenige ansässige Meister, bei denen man lernen konnte. Unabdingbar für den jungen Steinmetzen war die mindestens zwei Jahre währende Wanderschaft. „... wie die Steinmetzen aller Zeiten wird er diejenigen Hütten aufgesucht haben, die das größte Ansehen hatte und an denen die „modernsten“ Meister arbeiteten, diejenigen also, von denen man am meisten lernen konnte“, beschrieb die ehemalige Kölner Dombaumeisterin die Praxis eines jungen Steinmetzen im 15. Jahrhundert. Für einen jungen Steinmetzen aus Münster war der Weg dann klar: Er konnte nur nach Köln führen.
Die Kölner Domwerkstatt wird auf ehrgeizige junge Steinmetzen eine große Anziehungskraft gehabt haben. An einem Dombau mitzuarbeiten war eine Ehre für einen Christen und eine große Chance für den Nachwuchs, die neuesten Tendenzen des Handwerks gezeigt zu bekommen und zu erlernen. Nicht nur in der Bildhauerei, auch im Steinmetzhandwerk war eine Veränderung der Schmuckformen permanent, durch die oft sehr weiten und langen Wanderungen der Handwerker und die Verpflichtung überregional berühmter Meister wurde „neues Design“ auf europäischer Ebene schnell transportiert.
Mittelalterliche Handwerksgeschichte ist schwierig, weil schriftliche Überlieferung hier selten ist. Jedenfalls gilt dies für das Steinmetzhandwerk. Man muss oft mit Theorien arbeiten, Vergleiche anstellen und konjunktivisch arbeiten. Klären wir aber zunächst einmal die Fakten zur Werkstatt der Steinmetzen Bunickman. Dazu gehört allein schon der Name. Wie genau man es mit der Schreibweise der Namen nahm, zeigt beispielsweise die Abrechnung für das Sakramentshaus der St. Bartholomäus-Kirche in Ahlen, bei der auf der ersten Seite der Steinmetz einmal „Mester Bernde“ und einmal „Mester Bernt“ geschrieben wird. Hier kommt kein Nachname zum Einsatz, er wird nur als Steinmetz aus Münster identifiziert. Die Praxis der Spätgotik in Westfalen war es, dass auf -mann oder –man endende Namen auch ohne diese Endung verwendet werden: Monnichmann und Münning, Gerdemann und Gerding und eben Bunickman und Buning/Boeninck. 1520 treten in einer Urkunde „Bernd Bunekeman de steynbicker und Else syn echte husfrowe“ auf. Man findet die Schreibweisen Buneken, Bunekeman (viermal) und Bunickman.

## Die erste Nennung als „Mester Bernd Bunyker“ im Jahr 1500
Bernds Sohn Johann ist in Quellen als „Johanni Boenynck“, „Johanni Buneken“, „Johanni Bunekes“ und „Johanni Bünekemann“ zu finden. Diderich Bunekeman – wohl Johanns Sohn – trat 1588 als Gildemeister des Steinmetzamtes auf (dem auch die Bildhauer angehörten) und es wird erwähnt, dass er bei Johann Brabender gelernt habe – Münsters führendem Bildhauer des 16. Jahrhunderts. Die einzig erhaltene Unterschrift eines Familienmitglieds – nämlich von Johann selbst – verwendet die Schreibweise „Bunickman“ und es ist doch einleuchtend, dass man dieser Schreibung folgen sollte. Die geographische Herkunft der Familie kann im Westmünsterland vermutet werden, da der Name „Buninck“ (auch in ähnlichen Schreibweisen) im Raum Ahaus, Stadtlohn, Borken im Jahr 1498 sehr häufig verzeichnet war.
Der Verlauf von Bernd Bunickmans Wanderschaft nach der Lehre kann nur vermutet werden, sie musste sich nicht auf zwei Jahre beschränken und konnte durchaus sehr viel länger dauern, zwei Jahre waren aber Verpflichtung. Einen Aufenthalt an der Kölner Dombaustelle ist eine Möglichkeit, die einiges erklären könnte. Nach der Wanderschaft, in denen er neue Schmuckformen und neue Techniken erlernte, kehrt der Steinmetz nach Münster zurück. Er heiratet Else, über deren Herkunft nichts bekannt ist. Etwa um 1495 wird der Sohn Johann geboren, man kauft oder baut ein Haus in Münsters Neubrückenstraße.
Bernd Bunickman ist recht angesehen, 1506 ist er Scheffer der Bruderschaft Unserer Lieben Frau, sein Sohn hat dieses Amt 1544 inne. Diese Bruderschaft war ein wichtiges soziales Netzwerk in Münster. Eigentlich eine religiöse Laienbruderschaft der Kaufleute, gehörten ihr doch alle heute bekannten Künstler Münsters an: die Bildhauer Heinrich und Johann Brabender, Evert van Roden sowie die Maler Johann Koerbecke, Johann van Soest und Ludger tom Ring. In diesem erlesenen Kreis übernahmen die Steinhauer Bunickman Vorstandsaufgaben. Mit den Bildhauern hatten die Bunickmans auch direkte berufliche Kontakte, Johann Bunickman arbeitete nachweislich oft direkt mit Münsters führendem Bildhauer Johann Brabender zusammen. Bernd Bunickman wird im Zusammenhang mit der Lieferung des Sakramentshauses für Korbach 1524 das letzte Mal erwähnt, Johann Bunickman starb 1544.

## Großbetrieb Bunickman
Die Werkstatt Bunickman konnte die etwa 40 Sakramentshäuser, die Taufsteine, Totenlaternen und Kerzenleuchter, die ihr zugeschrieben werden, nicht gefertigt haben. Für ein Sakramentshaus wurde 1524 eine Lieferzeit von einem Jahr ausgemacht. Wird die Zahl der Mitarbeiter berücksichtigt, die das Ahlener Sakramentshaus aufbauten – nämlich maximal drei, den Meister eingeschlossen – so ist das realistisch. Natürlich könnten zahlreiche andere Mitarbeiter parallel andere Aufgaben bewältigt haben – aber nur in der Theorie. Das passt nicht in die Zeit des ausgehenden Mittelalters und passt auch für die folgenden einhundert Jahre nicht. Gegen die Annahme eines „Großbetriebs Bunickman“ steht das Prinzip der Gilde, die das Auskommen aller in ihr organisierten Meister sichern sollte und musste. Einerseits bedeutete das die entschiedene Abwehr auswärtiger Handwerker, die in Münster nicht arbeiten durften. Aber es bedeutete auch, dass die einheimischen Betriebe durch die Gilde klein gehalten werden – Lehrjungen durften sich die Meister nicht aussuchen, sondern sie wurden durch die Gilde zugewiesen, wie die „Ordnung der steinhäuer knechte oder jungen“ von 1531 und die „Rolle der Meister“ (nach 1583) zeigt. Auch nach der Lehrzeit wurde der frischgebackene Geselle zugewiesen. Ein Großbetrieb widersprach völlig den Prinzipien der Gilde.
Tatsächlich ist die Werkstatt Bunickman als Lieferant von Sakramentshäusern nur in zwei Fällen urkundlich dokumentiert: bei den Sakramentshäusern von Fritzlar und Korbach. Im Falle des 1512 aufgestellten Sakramentshauses von St. Bartholomäus Ahlen sorgte der Beckumer Heimatforscher Anton Schulte vor rund 50 Jahren für viel Verwirrung; in Folge seiner Veröffentlichung wird häufig behauptet, in den Ahlener Quellen sei Bernd Bunickman als Lieferant des Sakramentshauses genannt und er sei identisch mit dem Meister Bernd von Hoetmar, womit auch sein Heimatort bekannt wäre. Die Quellen zeigen jedoch anderes: Der Steinmetzmeister des Sakramentshauses wird immer nur „Meister Bernd“ genannt und ist offenkundig mit seiner Werkstatt in Münster zuhause. Das heißt nun nicht, dass er nicht aus Hoetmar stammen könnte, aber Meister Bernd von Hoetmar machte zwischen 1507 und 1514 ganz andere, simplere Arbeiten, arbeitete am Sakramentsfenster und stemmte mit seinen Gesellen eine neue Tür in eine Wand. Und an einer Stelle heißt er dann auch ganz eindeutig „mester Bernde van Hoetmar, dem muurmester“. Dem Maurermeister hatte man den Ortsnamen in den Abrechnungen der Kirche nur deshalb dazu gegeben, um ihn eindeutig vom verehrten „mester Bernd“ aus „mynster“ unterscheiden zu können.
Den in Ahlen tätigen Meister Bernd als Bernd Bunickman zu identifizieren, wird im Allgemeinen für legitim gehalten. Zum einen sind in Münster sonst kaum Steinmetzen namens Bernd überliefert und die Ähnlichkeit mit dem schriftlich für Bunickman gesicherten Sakramentshaus in Korbach (13 Jahre später aufgestellt) ist überzeugend. Mehr als zwei Dutzend Sakramentshäuser sind denen in Ahlen und Korbach so ähnlich, dass sie seit langem der Bunickman-Werkstatt zugeordnet werden.
Ludwig Klockenbusch war 1941 sehr großzügig bei der Zuschreibung an die Werkstatt Bunickman, Achim Timmermann sah 2009 sehr viel genauer hin. Dennoch bleiben in seiner Auflistung in drei Gruppen 31 Sakramentshäuser als Werke der „Bunickman-Schule“. Der Ablauf der Auftragserteilung für das Korbacher Werk lässt vermuten, dass Bernd Bunickman 1524 schon schwer erkrankt war, denn mit ihm hatte es die Vorgespräche gegeben und sein Sohn übernahm dann den Auftrag. Beide wurden als „Meister“ bezeichnet. So ist es denkbar, dass Johann Bunickman zu diesem Zeitpunkt schon als selbständiger Meister mit eigener Werkstatt aktiv war. Dass er die ursprüngliche Ausbildung bei seinem Vater gemacht hat, ist sehr wahrscheinlich. Und so könnten parallel zwei münsterische Bunickman-Werkstätten mit annähernd dem gleichen Wissen und Können aktiv gewesen sein. Aber die 31 aufgelisteten Werke sind doch nur der „Rest“ nach rund 500 Jahren. Vieles ist in dieser Zeit zerstört worden. Meister Bernds in Ahlen erwähnter Geselle Klaus („Klauwes“) kann jedoch als selbständiger Meister sein erlerntes Wissen angewendet und die Formensprache Bernd Bunickmans tradiert haben. Und so mancher Lehrling in der Werkstatt Bunickman wird es bis zum Meister gebracht haben.
Bernd Bunickman, das scheint Alleinstellungsmerkmal in Münster Anfang des 16. Jahrhunderts gewesen zu sein, konnte sowohl als Steinmetz wie als Bildhauer arbeiten. Sein Sohn Johann lieferte in Korbach 1525 zwanzig Heiligenfiguren, er hatte dies also gelernt. So scheint die Beurteilung der erhaltenen bildhauerischen Arbeiten als einzige Möglichkeit zur Identifizierung der Bunickman-Werkstatt zu sein. Die ungewöhnliche Praxis, Heiligenfiguren als Reliefs aus der Architektur des Sakramentshauses auszuarbeiten, deutet auf diese Werkstatt. Sehr ähnlich ohnehin sind diese Reliefs an den Türmen in St. Amandus in Datteln und St. Pankratius in Störmede, beide Sakramentshäuser weisen außerdem identische Grotesken an den gleichen Stellen des Unterbaus auf. Diese Grotesken an gleicher Stelle sind auch an den Häuschen in St. Peter in Recklinghausen und St. Laurentius in Senden zu entdecken, was ein Hinweis auf gleiche Urheberschaft sein könnte.
Die Reliefs am Sakramentshaus in St. Marien in Lippstadt sind ebenfalls aus dem Stein des Hauses selbst gemeißelt und weisen also auf dieselbe Werkstatt. Letztlich ist das bislang meist übersehene Sakramentshaus in St. Sebastian in Münster-Nienberge zu nennen, bei dem die Skulpturen im Baldachin deutlich von anderer Hand sind als die Engelfiguren auf Höhe des Tabernakels. Auch diese letzteren sind als Relief ausgearbeitet.

## Dissertation von Klockenbusch
Die Dissertation von Klockenbusch ist dafür verantwortlich, dass in einem großen Raum zwischen Marburg und der Nordseeküste, zwischen Aachen und dem Hannoverischen Land in vielen Kirchenführern die Formulierung „der Werkstatt Bunickman zugeschrieben“ zu lesen ist. Klockenbusch ging von den belegten Beispielen in Korbach, Fritzlar und Ahlen aus und verglich deren Stil mit anderen Sakramentshäusern, Taufsteinen und Kerzenleuchtern. Und so sind laut Klockenbusch Arbeiten der Bunickman-Werkstatt in den Kirchen in Korbach, Fritzlar, Ahlen, Lippstadt, Oelde, Bielefeld-Schildesche, Kloster Marienfeld, Benninghausen, Everswinkel, Lüdinghausen, Wiedenbrück, Dortmund (Propsteikirche und Reinoldikirche), Recklinghausen, Datteln, Griethausen, Störmede, Castrop, Horstmar, Senden, Herford, Paderborn, Soest, Wunstorf, Bücken, Heek, Sünninghausen, Nieheim, Marl, Dorsten zu finden. Hier geht es um Sakramentshäuser und Reliquientabernakel, Arbeiten also, die – wie man aus Quellen weiß – leicht ein Jahr Arbeit bedeuteten.
Auch die beiden Sakramentshäuser im münsterischen Paulus-Dom schrieb Klockenbusch der gleichen Werkstatt zu sowie diverse Taufsteine und steinerne Kerzenleuchter. Ein etwa dreißigköpfiger Werkstattbetrieb könnte diese Vielzahl an Produkten bewältigt haben, einen solchen Betrieb muss Klockenbusch auch unterstellt haben.
1997 unterschied Géza Jászai im Allgemeinen Künstlerlexikon beim Eintrag „Bunickman“ zwischen den Arbeiten von Vater Bernd und Sohn Johann, dabei aber deutlich auf Klockenbuschs Zuschreibungen basierend. Schon in der Dissertation und seither immer wieder beschäftigte sich Reinhard Karrenbrock mit der bildhauerischen Produktion der Bunickman-Werkstatt.
Es ist in der Tat ungewöhnlich, dass ein westfälischer Steinmetzbetrieb des ausgehenden Mittelalters auch in der Lage war, bildhauerische Aufträge zu übernehmen. Es ist nicht allgemein bekannt, deshalb sei es hier noch einmal erläutert: Das Steinmetzhandwerk befasste sich mit dem Bauen, mit Architektur und mit Ornamentik; der Bildhauer war mit figürlicher Darstellung befasst. Mag diese Gleichzeitigkeit beider Steinhandwerke in einem Betrieb in Süddeutschland nicht selten gewesen sein – siehe Adam Kraft – so scheint dies für die Werkstatt Bunickman in Münster ein Alleinstellungsmerkmal, das bei Zuschreibungen der Werke hilfreich sein kann.